# Eukoenenia hanseni
Eukoenenia hanseni är en spindeldjursart som först beskrevs av Filippo Silvestri 1913.  Eukoenenia hanseni ingår i släktet Eukoenenia och familjen Eukoeneniidae. Inga underarter finns listade i Catalogue of Life.